# Gagrella impressata
Gagrella impressata is een hooiwagen uit de familie Sclerosomatidae.